# Rafael von Ambros

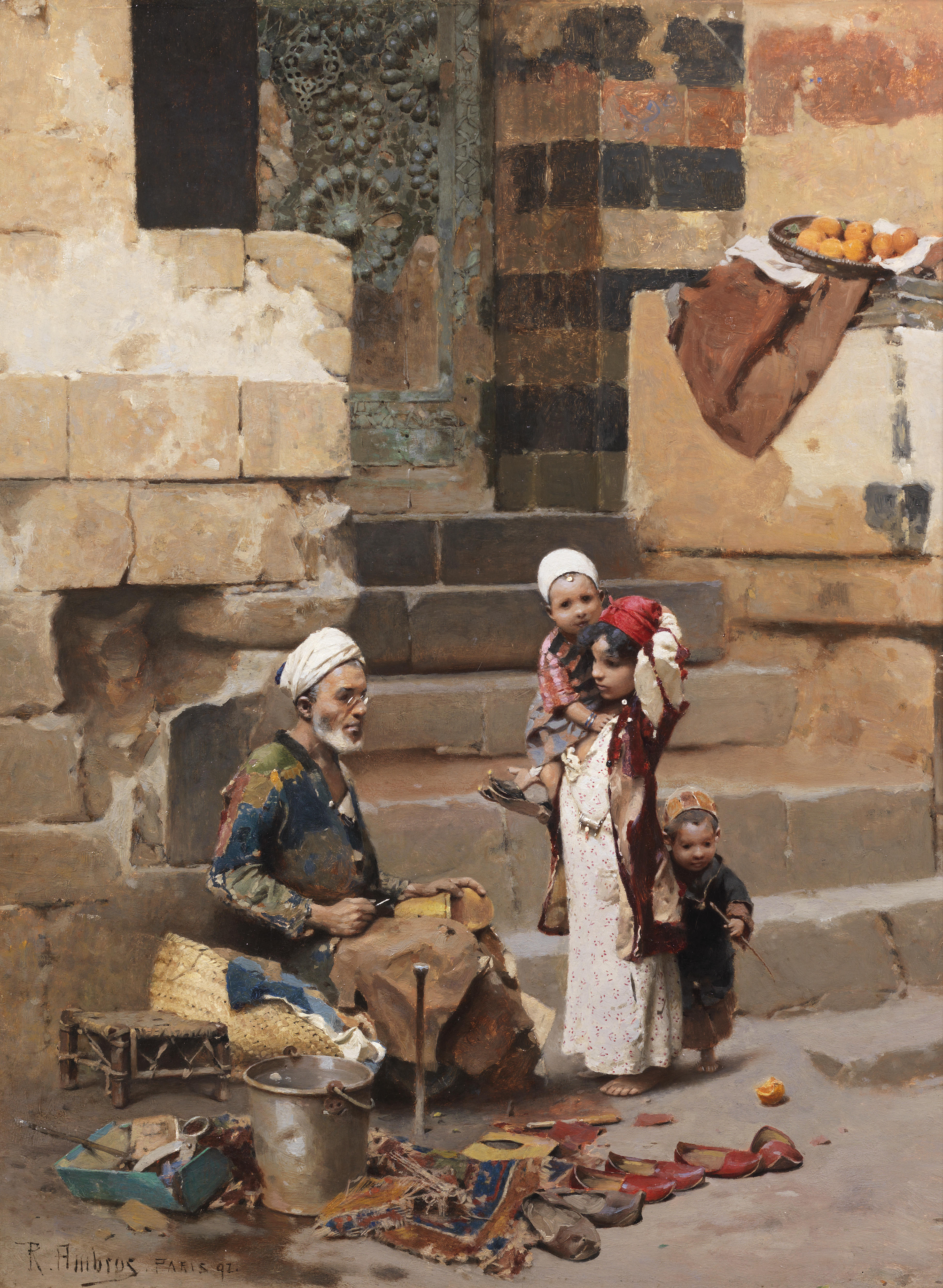
Rafael Ritter von Ambros: Der alte Schuhmacher in Kairo, 1892

Rafael Ambros, (seit 1878) Ritter von Ambros (* 12. Mai 1855 in Prag; † 19. September 1895 in Gutenstein), war ein österreichischer Maler.
Er war der älteste Sohn des Oberstaatsanwaltssubstituts und Komponisten August Wilhelm Ambros (1816–1876), der zum Ritter des Ordens der Eisernen Krone III. Klasse ernannt worden ist. Aus diesem Grund wurde seine Witwe Theresia Ambros (* 1829) und Rafaels sieben Geschwister 1878 in den österreichischen Ritterstand erhoben. Seine Mutter trug fortan den Namen Theresia Edle von Ambros.